# Едуардо Гомес
Едуардо Гомес (на испански: Eduardo Gómez Manzano) е испански актьор известен на българските зрители от испанските комедийни сериали „Щурите съседи“ и „Новите съседи“

## Биография и творчество
Едуардо Гомес е роден на 27 юли 1951 г. в Мадрид, Испания. Започва да се снима в края на 90-те, когато придружава приятел за записването на поредицата „О, Господи, Господи“!, в която той казва кратка реч, която бележи началото на кариерата му. Преди да стане актьор е бил сервитьор, продавач и т.н. Кариерата му е главно в телевизията. Става известен в поредицата „Щурите съседи“ (2003 – 2006 г.), в която играе Мариано Делгадо, баща на Емилио – Фернандо Техеро. През 2004 г. получава награда за „Най-добър актьор за поддържаща роля“ в „Щурите съседи“.
От 2007 г. до 2013 г. участва в „Новите съседи“ като Максимилиано „Макси“ Ангуло, който първоначално е портиер, а след това става барман в „Max & Henry“. През февруари 2015 г. до март 2016 г. започва да участва във „Фитнес Тони“, като Хуанито „Хуан“ Санчес. Също така участва с малки роли във филми. Играл е и в театъра и киното.
Умира на 28 юли 2019, един ден след 68-ия си рожден ден, заради рак на ларинкса.

## Филмография
| Година      | Сериал          | Роля                                |
| ----------- | --------------- | ----------------------------------- |
| 2003 – 2006 | „Щурите съседи“ | Мариано Делгадо (83 епизода)        |
| 2007 – 2013 | „Новите съседи“ | Максико „Макси“ Ангуло (80 епизода) |
| 2015 – 2016 | „Фитнес Тони“   | Хуанито „Хуан“ Санчес (308 епизода) |